# Nosekiella sinensis
Nosekiella sinensis är en urinsektsart som beskrevs av Bu och Yin 2008. Nosekiella sinensis ingår i släktet Nosekiella och familjen lönntrevfotingar. Inga underarter finns listade i Catalogue of Life.